# دنقة
الدنقة هي أحد أنواع التمور التي تنتجها واحات نفزاوة بالجنوب التونسي. شكله مستدير ولونه أصفر في حجم بسر حلو تقريبا. ينضج في أكتوبر ويؤكل رطبا. وهو لا يخزن.